# Campeonato Mundial de Esgrima de 1926
O Campeonato Mundial de Esgrima de 1926 foi a 5ª edição do torneio organizado pela Federação Internacional de Esgrima (FIE) de forma não oficial. O evento teve três provas disputadas em duas sedes. A prova de florete e sabre sendo disputada em Budapeste na Hungria, e a prova de espada em Ostende na Bélgica. 

## Resultados
Masculino
| Evento             | Ouro                        | Prata                         | Bronze              |
| Espada individual  | França · Georges Tainturier | Bélgica · Fernand de Montigny | Bélgica · Léon Tom  |
| Florete individual | Itália Giorgio Chiavacci    | Hungria · László Berti        | Itália Ugo Pignotti |
| Sabre individual   | Hungria · Sándor Gombos     | Hungria · Attila Petschauer   | Itália Bino Bini    |

## Quadro de medalhas
País sede
| Ordem | País    | Medalha de ouro | Medalha de prata | Medalha de bronze |   |
| ----- | ------- | --------------- | ---------------- | ----------------- | - |
| 1     | Hungria | 1               | 2                |                   | 3 |
| 2     | Itália  | 1               |                  | 2                 | 3 |
| 3     | França  | 1               |                  |                   | 1 |
| 4     | Bélgica |                 | 1                | 1                 | 2 |
| TOTAL | TOTAL   | 3               | 3                | 3                 | 9 |